# Harold Brewster
Harold Suydam Brewster (* 2. Mai 1903 in Lakewood, New Jersey; † 3. September 1994 in Lakeland, Florida) war ein Hockeytorwart, der 1932 eine olympische Bronzemedaille gewann.

## Leben
Harold Brewster spielte für den Rye Field Hockey Club in Rye (New York), nachdem er am College und danach im Verein Eishockey-Torwart gewesen war.
Bei den Olympischen Spielen 1932 in Los Angeles nahmen nur drei Mannschaften am Hockey-Turnier teil. Nachdem die indische Mannschaft die japanische Mannschaft mit 11:1 besiegt hatte, gewannen die Japaner gegen das Team der Vereinigten Staaten mit 9:2. Im letzten Spiel siegte die indische Mannschaft mit 24:1 gegen die Mannschaft der Vereinigten Staaten. Während gegen die Japaner Warren Ingersoll im amerikanischen Tor gestanden hatte, musste Harold Brewster gegen die indische Mannschaft spielen. Roop Singh erzielte allein zehn Treffer, Dhyan Chand war achtmal erfolgreich.